# Liste des sites classés et inscrits de l'Indre
Cet article recense les sites classés et inscrits de l'Indre, en France.

## Listes

### Sites classés
La liste suivante recense les sites classés de l'Indre en 2024,.
| Site                                                | Communes             | Date             | Superficie (ha) | Notes | Coordonnées                 | Photo |
| --------------------------------------------------- | -------------------- | ---------------- | --------------- | --- | --------------------------- | ----- |
| Immeuble, 64 rue Grande                             | Argenton-sur-Creuse  | 5 juillet 1943   | 0,05            | La protection concerne les façades et toitures de l'immeuble donnant sur la Creuse.                                                   | 46° 35′ 12″ N, 1° 31′ 06″ E |       |
| Rive droite de la Creuse                            | Argenton-sur-Creuse  | 22 avril 1942    | 0,17            | La protection concerne les immeubles de la rive droite de la Creuse en amont et en aval du Vieux Pont, ainsi que le moulin de Bord.   | 46° 35′ 11″ N, 1° 31′ 06″ E |       |
| Rive gauche de la Creuse                            | Argenton-sur-Creuse  | 22 avril 1942    | 0,1             | La protection concerne les immeubles de la rive gauche de la Creuse en amont et en aval du Vieux Pont, ainsi que le Moulin de Varenne | 46° 35′ 11″ N, 1° 31′ 02″ E |       |
| Gorges de la Creuse                                 | Badecon-le-Pin       | 27 février 1991  | 216,16          | | 46° 31′ 54″ N, 1° 35′ 09″ E |       |
| Boucle du Pin                                       | Ceaulmont            | 16 août 1977     | 29,06           | | 46° 31′ 26″ N, 1° 35′ 02″ E |       |
| Butte, hameau et château de Brosse, et leurs abords | Chaillac             | 26 février 2003  | 385,64          | Le château est un monument historique inscrit.                                                                                        | 46° 24′ 52″ N, 1° 19′ 10″ E |       |
| Château de Gargilesse-Dampierre                     | Gargilesse-Dampierre | 9 juin 1943      | 0,3             | Le château est un monument historique classé.                                                                                         | 46° 30′ 46″ N, 1° 35′ 48″ E |       |
| Pré l'Abbé                                          | Gargilesse-Dampierre | 7 septembre 1943 | 5,28            | Confluent de la Gargilesse avec la Creuse.                                                                                            | 46° 30′ 45″ N, 1° 35′ 23″ E |       |
| Pont Saint-Paterne et ses abords                    | Issoudun             | 17 janvier 1942  | 0,47            | | 46° 56′ 41″ N, 1° 59′ 33″ E |       |
| Tumulus de Pellevoisin                              | Pellevoisin          | 23 février 1928  | 0,11            | | 46° 59′ 02″ N, 1° 24′ 59″ E |       |
| Domaine de l'Épinière                               | Rosnay               | 2 octobre 1986   | 96,67           | | 46° 42′ 51″ N, 1° 11′ 56″ E |       |
| Gorges de la Creuse                                 | Saint-Plantaire      | 13 février 1991  | 415,79          | | 46° 24′ 33″ N, 1° 37′ 45″ E |       |

### Sites inscrits

#### Sites actuels
La liste suivante recense les sites inscrits de l'Indre en 2024.
| Site                                                                                | Communes                                         | Date             | Superficie (ha) | Notes                                                             | Coordonnées                 | Photo                                                         |
| ----------------------------------------------------------------------------------- | ------------------------------------------------ | ---------------- | --------------- | ----------------------------------------------------------------- | --------------------------- | ------------------------------------------------------------- |
| Moulins de Bord et de Varenne, chapelle Saint-Benoît, vieilles galeries et rives    | Argenton-sur-Creuse                              | 18 avril 1932    | 0,12            |                                                                   | 46° 35′ 10″ N, 1° 31′ 01″ E |                                                               |
| Vieilles galeries de la rive droite de la Creuse en aval du Vieux Pont              | Argenton-sur-Creuse                              | 18 avril 1932    | 0,03            |                                                                   | 46° 35′ 12″ N, 1° 31′ 06″ E |                                                               |
| Abords des gorges de la Creuse au niveau de la boucle du Pin                        | Badecon-le-Pin                                   | 26 décembre 1977 | 0,71            |                                                                   | 46° 31′ 41″ N, 1° 35′ 19″ E |                                                               |
| Hameau du Moulin Loup                                                               | Badecon-le-Pin                                   | 8 mars 1955      | 8               |                                                                   | 46° 44′ 17″ N, 1° 34′ 43″ E |                                                               |
| Boucle de la Creuse et ses abords                                                   | Ceaulmont                                        | 9 janvier 1966   | 6,71            |                                                                   | 46° 31′ 26″ N, 1° 34′ 45″ E |                                                               |
| Vieux village de Saint-Benoît-du-Sault                                              | La Châtre-Langlin, Parnac, Saint-Benoît-du-Sault | 1er mars 1951    | 66,78           |                                                                   | 46° 26′ 25″ N, 1° 23′ 24″ E |                                                               |
| Rives du lac de Chambon en amont du barrage d'Éguzon                                | Cuzion, Éguzon-Chantôme, Saint-Plantaire         | 8 janvier 1967   | 604,47          |                                                                   | 46° 26′ 33″ N, 1° 37′ 11″ E |                                                               |
| Étang de la Mer Rouge                                                               | Douadic, Rosnay                                  | 22 janvier 1969  | 522,67          |                                                                   | 46° 42′ 21″ N, 1° 09′ 19″ E |                                                               |
| Abbaye et ses abords                                                                | Fontgombault                                     | 2 août 1985      | 205,86          | L'abbaye est un monument historique classé.                       | 46° 40′ 47″ N, 0° 58′ 38″ E |                                                               |
| Château de Gargilesse-Dampierre, place devant la porte, ses arbres, et leurs abords | Gargilesse-Dampierre                             | 9 octobre 1942   | 0,3             | Le château est un monument historique classé.                     | 46° 30′ 48″ N, 1° 35′ 47″ E |                                                               |
| Site de la Croix Blanche                                                            | Ingrandes                                        | 5 mai 1983       | 29,32           | La maison de la Croix Blanche est un monument historique inscrit. | 46° 35′ 49″ N, 0° 57′ 28″ E |                                                               |
| Étangs de la Gabrière et de Gabriau                                                 | Lingé                                            | 23 novembre 1966 | 350,92          |                                                                   | 46° 45′ 26″ N, 1° 09′ 32″ E |                                                               |
| Vallée de la Bouzanne                                                               | Mosnay, Le Pont-Chrétien-Chabenet, Tendu, Velles | 26 mars 1976     | 1 198,53        |                                                                   | 46° 38′ 42″ N, 1° 36′ 18″ E |                                                               |
| Façades et toitures des immeubles aux abords de l'église                            | Neuvy-Saint-Sépulchre                            | 6 juin 1942      | 0,17            |                                                                   | 46° 35′ 43″ N, 1° 48′ 30″ E |                                                               |
| Village de Nohant                                                                   | Nohant-Vic                                       | 8 mai 1944       | 7,44            |                                                                   | 46° 37′ 32″ N, 1° 58′ 32″ E | [[Fichier::Nohant Chapelle restaurée.JPG\|center\|100x100px]] |
| Village de Palluau-sur-Indre                                                        | Palluau-sur-Indre                                | 15 décembre 1959 | 77,98           |                                                                   | 46° 56′ 29″ N, 1° 18′ 44″ E |                                                               |
| Site d'Usseau                                                                       | Rivarennes                                       | 12 août 1932     | 0,7             |                                                                   | 46° 37′ 44″ N, 1° 24′ 40″ E |                                                               |
| Château et hameau du Bouchet, et leurs abords                                       | Rosnay                                           | 19 janvier 1966  | 18,22           | Le château est un monument historique classé.                     | 46° 43′ 15″ N, 1° 10′ 25″ E |                                                               |
| Rive droite de la Creuse faisant face aux ruines de Crozant                         | Saint-Plantaire                                  | 4 janvier 1943   | 23,36           |                                                                   | 46° 23′ 25″ N, 1° 38′ 25″ E |                                                               |

#### Anciens sites
Deux sites de l'Indre, précédemment inscrits, ont été radiés en 2022 et requalifiés en sites patrimoniaux remarquables :
- Châteauroux : cours de l'Indre, château Raoul et leurs abords
- Issoudun : anciens remparts